# Baptistère de Venasque
Le baptistère de Venasque est un baptistère construit à l'époque mérovingienne (VIe siècle) et remanié à plusieurs reprises jusqu'à l'époque romane. Il est situé à Venasque dans le département français de Vaucluse en région Provence-Alpes-Côte d'Azur.
Il fait l'objet d'un classement au titre des monuments historiques depuis 1840, date de la première protection de ce type en France.

## Historique

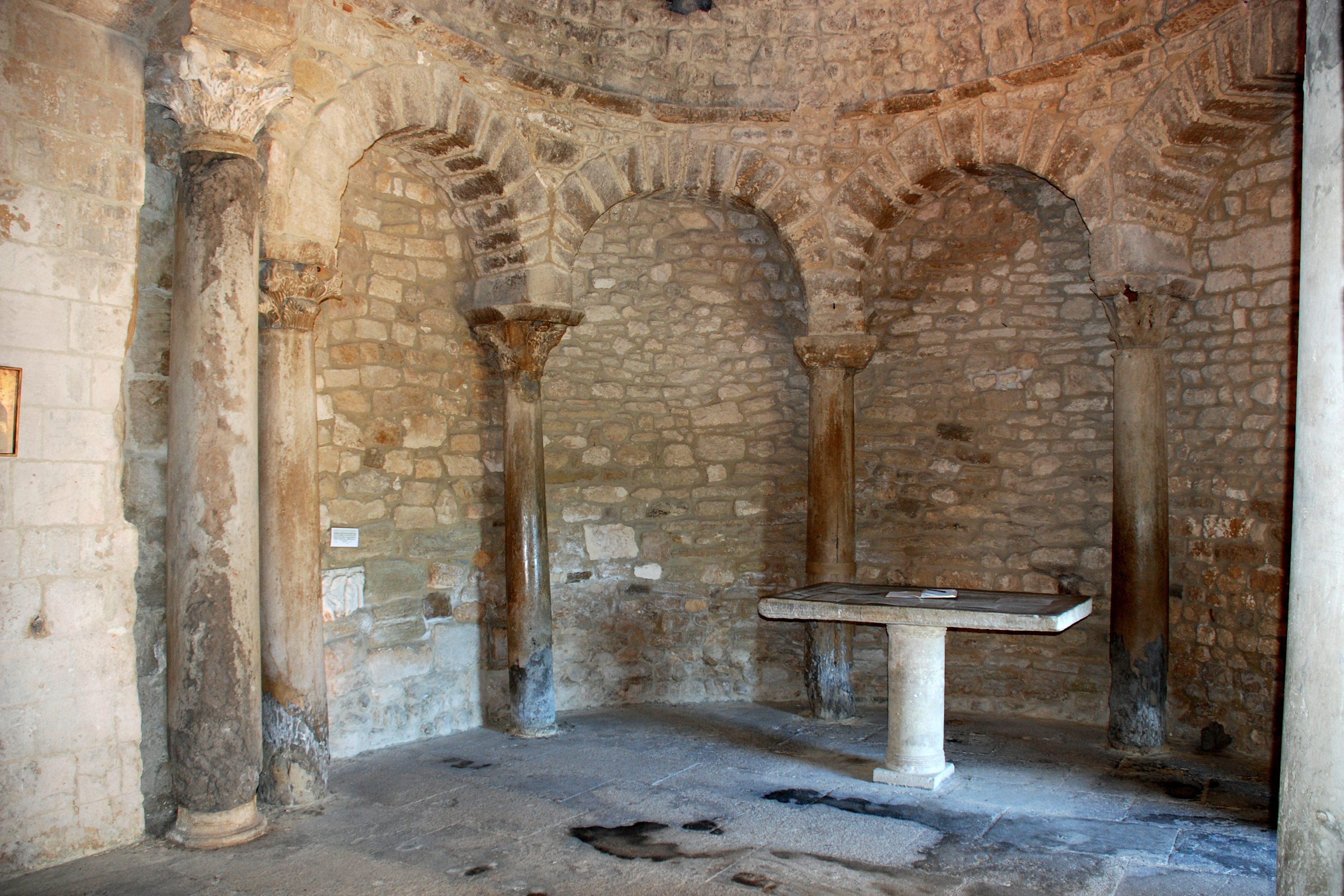
Autel et colonnes monolithes de l'abside nord.

À l'origine, l'édifice fut probablement un temple romain consacré à Diane, Vénus ou Mercure.
Selon la tradition, le baptistère Saint-Jean-Baptiste aurait été fondé à l'époque mérovingienne par saint Siffrein, moine de l'abbaye de Lérins devenu évêque de Venasque à la fin du VIe siècle.

## Fonction
Le baptistère était utilisé pour célébrer le baptême par immersion des catéchumènes adultes.
Ce baptême ne pouvait être célébré que par l'évêque et n'avait lieu que deux fois par an : ceci impliquait un grand nombre de baptisés et requérait donc un édifice de grande taille.

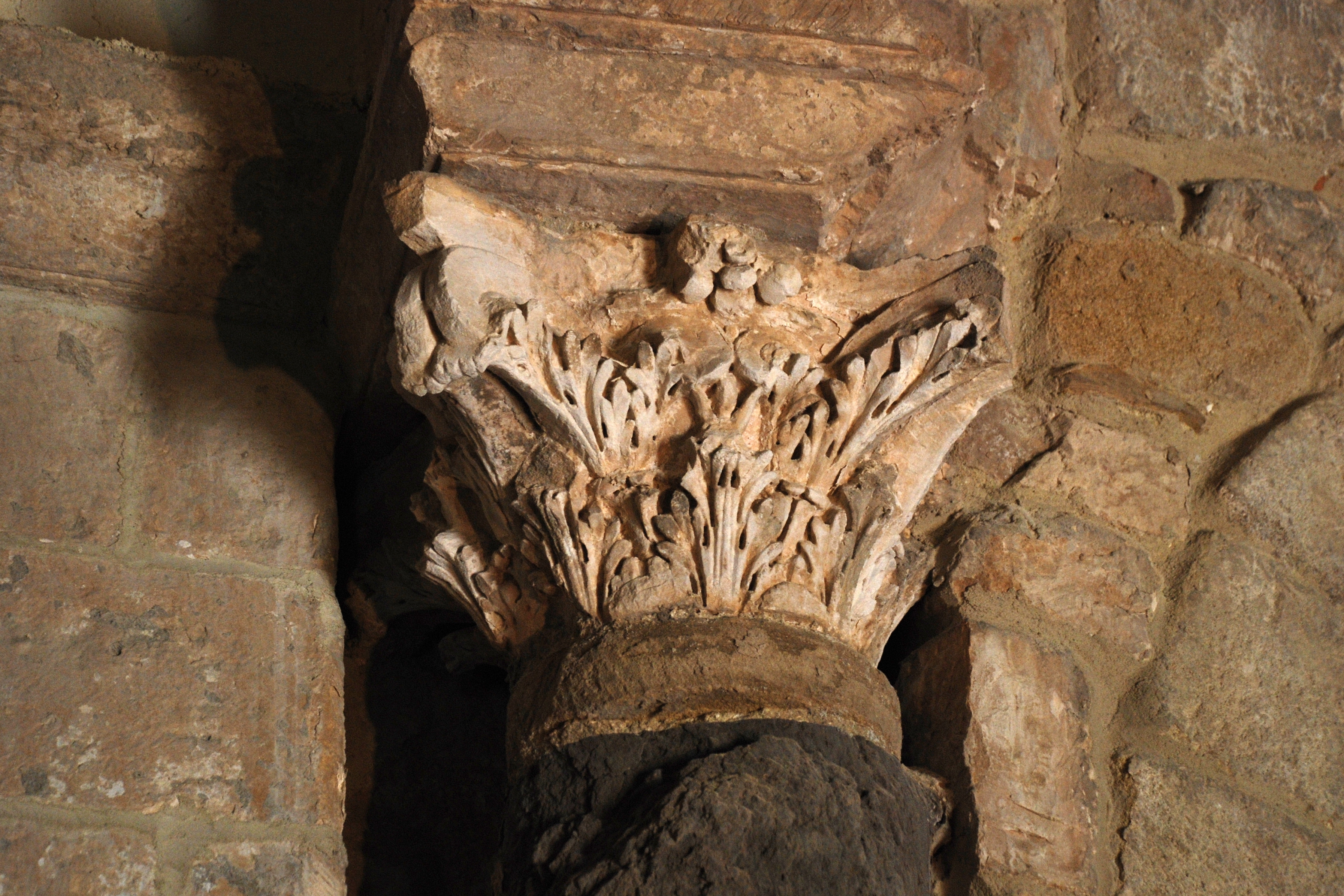
Chapiteau soutenant l'arc triomphal de l'abside nord (probablement de réemploi).

## Architecture
L'édifice est constitué de quatre absides.
Chacune de ces absides est précédée d'un arc triomphal soutenu par deux grandes colonnes monolithes et possède une voûte en cul-de-four supportée par cinq arcs eux-mêmes soutenus par six colonnes monolithes de plus petite taille.
Une partie des colonnes et des chapiteaux sont probablement des matériaux de réemploi d'origine romaine tandis que certains chapiteaux à cannelures et entrelacs dateraient de la construction mérovingienne.
L'abside nord abrite un autel de marbre et l'abside ouest une cuve de marbre provenant sans doute d'un ancien pressoir à huile.
Le baptistère contient une cuve baptismale octogonale décentrée.
Les quatre absides ont été remaniées à partir du XIe siècle.

## Symbolique
- les quatre absides représentent les bras de la croix mais également les quatre points cardinaux.
- les cinq arcs de chaque abside représentent les cinq sens
- la cuve baptismale comporte huit côtés : le nombre huit symbolise la résurrection du Christ, le dimanche de Pâques étant considéré comme le huitième jour de la création, symbole d'une nouvelle création.

|  |  |  |

### Source
- Imprimé de la mairie de Venasque (2007)